# Ньокі 29-го

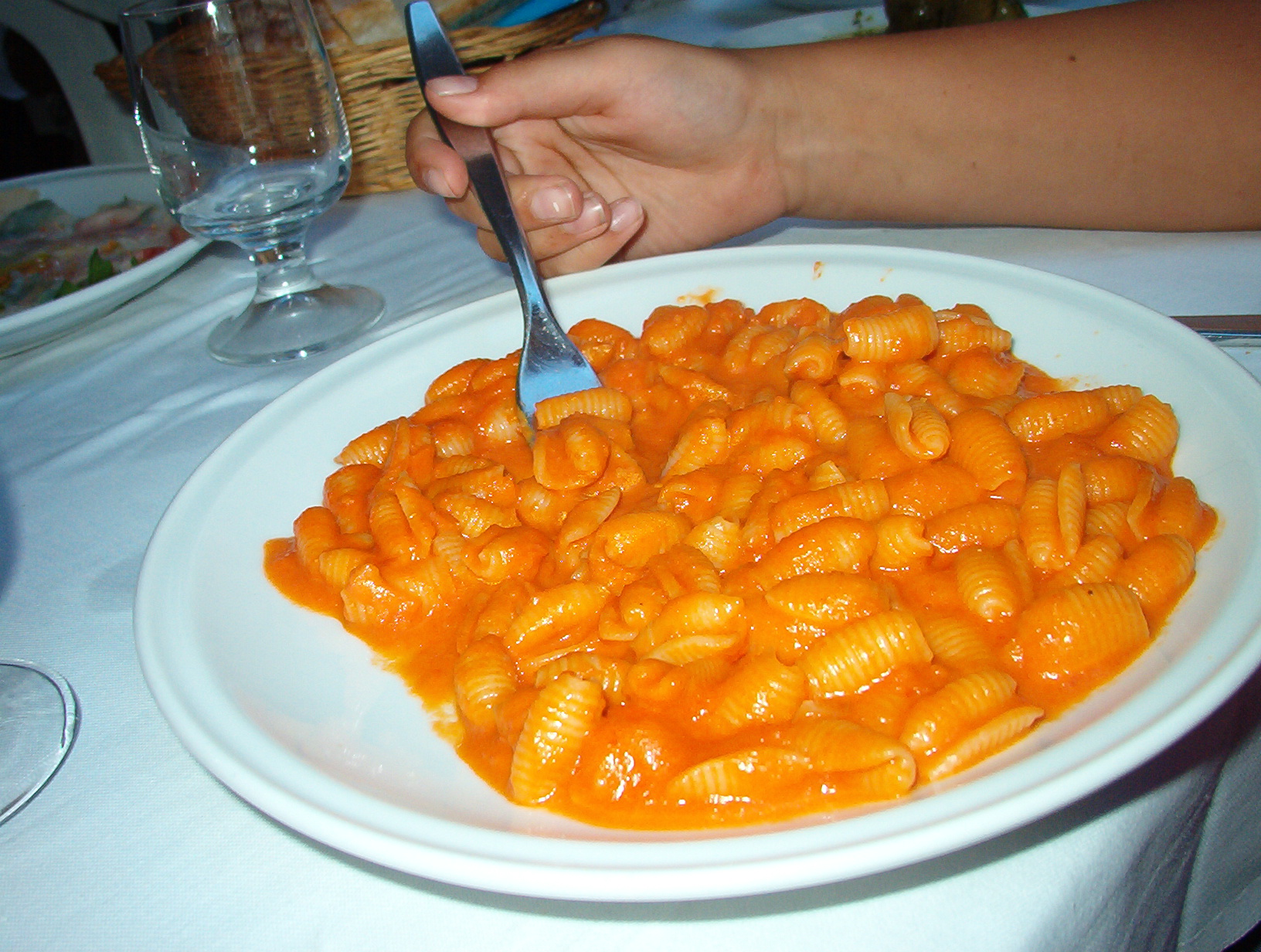
Ньокі з томатним соусом (ісп. ñoquis con tuco)

Ньокі 29-го (ісп. ñoquis del 29) — це звичай їсти ньокі 29-го числа кожного місяця. Дуже поширений звичай у Південному конусі, особливо в Аргентині, Чилі, Парагваї та Уругваї, які є країнами, що зазнали великої італійської імміграції наприкінці 19-го та на початку 20-го століття.
Існує супутній ритуал — підкладати гроші під тарілку, що символізує побажання процвітання.

## Походження традиції
Існує декілька версій походження традиції подавати ньокі 29-го числа кожного місяця.

### Святий Пантелеймона
Існує легенда, заснована на історії святого Пантелеймона, молодого лікаря з Нікомедії, який після прийняття християнства здійснив паломництво до півночі Італії. Там він здійснив дивовижні зцілення, через що він був канонізований. За легендою, коли він попросив хліба у венеціанських селян, вони запросили його до їхнього столу і поділилися їхньою бідною їжею. Вдячний, він побажав їм рік чудової риболовлі та врожаю, що збулося.
Вважається, що ця подія відбулася 29 числа, тому цей день відмічається простою трапезою з ньоків.

### Втрата врожаю в 1690 році
Інша історія пов'язана з втратою урожаю пшениці близько 1690 року в маленькому містечку в П’ємонті. Тоді, картоплю використовували лише для годівлі тварин, але з огляду на біду, людська творчість дала свої плоди, і були створені картопляні ньокі, які врятували місцеве населення від голоду. З того часу мешканці збиралися 29-го числа кожного місяця і готували ньокі. Під тарілки клали монети, які вони роздавали парам, що вирішили одружитися того дня.

### Солідарність під час війни
В Італії під час війни був дефіцит їжі. Уряд видавав продуктові талони для населення. Великі сім’ї мали серйозні труднощі з розподілом їжі таким чином, щоб її вистачило до кінця місяця. Сусіди запрошували великі сім'ї в гості їсти ньокі (що вважалися їжею бідних). Під кожну тарілку люди клали талони, і цей подарунок дозволяв біднішим сім’ям мати досить їжі до кінця місяця.

### Економічна доцільність
Інша більш поширена версія історії полягає в тому, що 29-те число — це кінець місяця, а отже, люди з невеликою заробітною платою (зарплата отримувалася на початку місяця) ймовірно вже не мали коштів, окрім як на найдешевшу їжу, таку як ньокі.
Стосовно ж традиції підкладати гроші під тарілку, вважається, що італійські іммігранти, що мали більше достатку, запрошували бідніших співвітчизників, або тих, що нещодавно прибули до Америки на обід, а під тарілку ньоків вони підкладали одну-дві монети, щоб допомогти їм в останні дні місяця.